# Valeriu Călinoiu
Valeriu Călinoiu (ur. 9 października 1928 w Bukareszcie, zm. 20 grudnia 1990) – rumuński piłkarz, uczestnik igrzysk olimpijskich w 1952 (zagrał w 1 meczu, nie strzelił gola). W Divizie A w latach 1949-1960 rozegrał 167 spotkań, w których strzelił 9 bramek.